# Ben Pringle
Benjamin Philip Pringle, dit Ben Pringle, né le 25 juillet 1989 à Newcastle upon Tyne en Angleterre, est un footballeur anglais qui évolue au poste de milieu de terrain au Morecambe.

## Biographie
Le 19 juillet 2015, il rejoint le club de Fulham.
Le 9 janvier 2018, il est prêté à Oldham Athletic.
Le 31 août 2018, il est prêté à Grimsby Town.
Le 22 janvier 2019, il est prêté à Tranmere Rovers. À l'issue de la saison 2018-2019, il est libéré par Preston.
Le 10 août 2020, il rejoint Morecambe.

## Palmarès
- Membre de l'équipe type de Football League One en 2014.